# Escuela Nacional de Ciencias de la Tierra
La Escuela Nacional de Ciencias de la Tierra (ENCiT) es una entidad académica pública de educación superior, perteneciente a la Universidad Nacional Autónoma de México. Creada el 31 de enero de 2018.

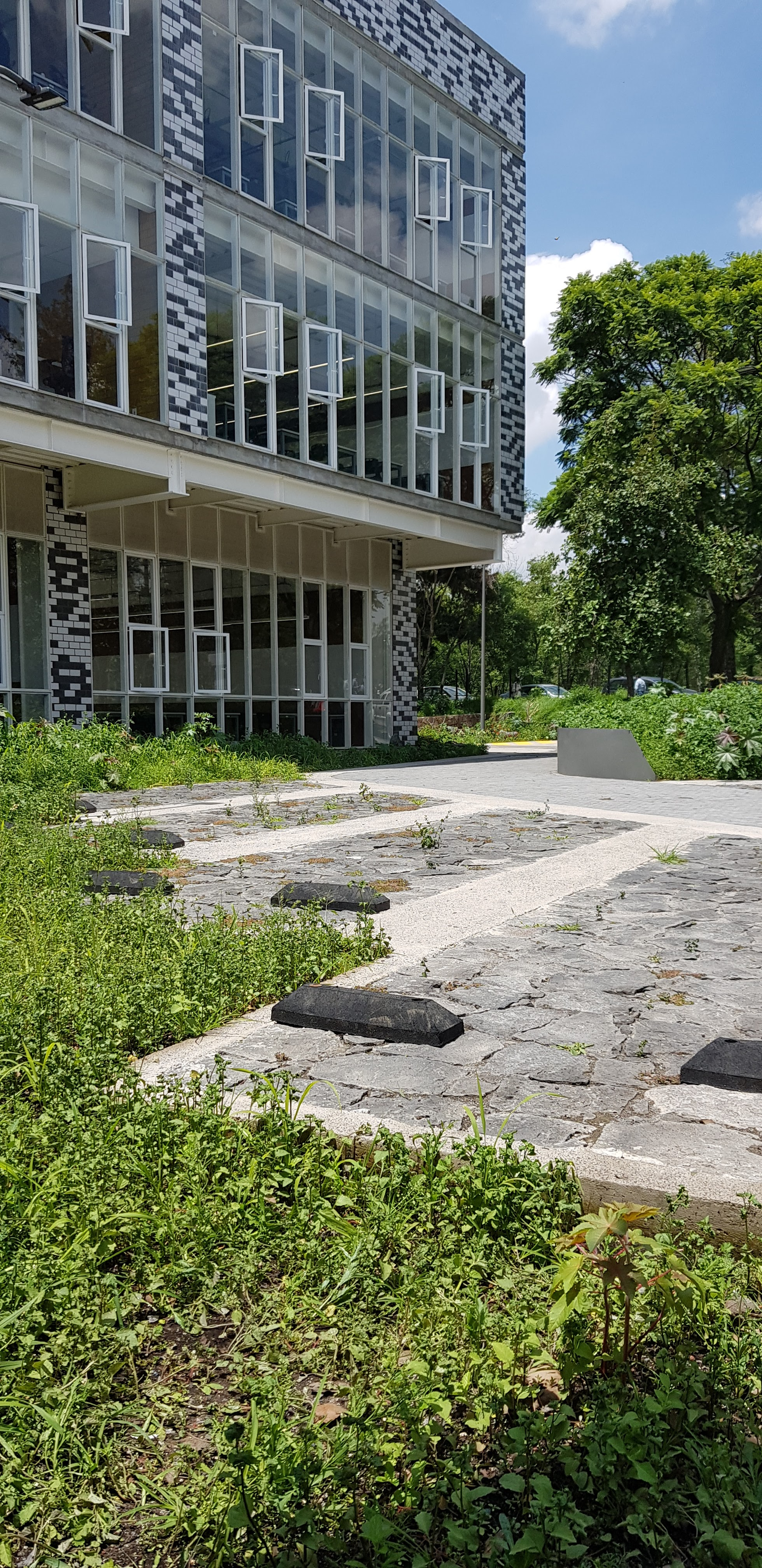
Instalaciones de la ENCIT.

Su objetivo es formar profesionales con pensamiento crítico y reflexivo ante la complejidad de las múltiples esferas que conforman al sistema Tierra; dentro de los campos de las Ciencias de la Tierra y la Geografía Aplicada. Las instalaciones de este plantel se encuentran localizadas en el Circuito de la Investigación Científica de Ciudad Universitaria, en la Ciudad de México.

## Antecedentes
La creación de la ENCiT fue aprobada por el H. Consejo Universitario en una sesión ordinaria en 2018. La propuesta de creación fue impulsada por 13 dependencias universitarias:
- Centro de Ciencias Aplicadas y Desarrollo Tecnológico
- Centro de Ciencias de la Atmósfera
- Centro de Geociencias
- Escuela Nacional de Estudios Superiores Unidad Morelia
- Facultad de Ciencias

- Facultad de Ingeniería

- Instituto de Ciencias del Mar y Limnología

- Instituto de Energías Renovables

- Instituto de Geofísica

- Instituto de Geografía

- Instituto de Geología

- Instituto de Ingeniería

- Instituto de Investigaciones en Matemáticas Aplicadas y en Sistemas.

Para la primera configuración de la ENCiT, la Facultad de Ciencias transfirió la Licenciatura en Ciencias de la Tierra con el objetivo de consolidar la formación de profesionistas en el campo.
Dentro de la formación del proyecto de la nueva entidad académica, la primera en ser creada en un lapso de 45 años dentro de las instalaciones de C.U., se agregó el plan de estudios de la Licenciatura en Geografía Aplicada, anteriormente impartida en la Escuela Nacional de Estudios Superiores Unidad Mérida.
Siendo estas dos licenciaturas: Ciencias de la Tierra y Geografía Aplicada las disponibles en las instalaciones de la Escuela.

## Licenciatura en ciencias de la Tierra
La Licenciatura de Ciencias de la Tierra (LCT) está enfocada en el estudio de las esferas terrestres, con el objetivo de comprender cómo estas se relacionan y sus diferentes interacciones en el sistema Tierra junto con la parte social, para así dar soluciones a problemas que se llegaran a presentar en el  Futuro.
La LCT se divide en 5 orientaciones, cada una con enfoque de una esfera en específico, sin dejar de lado las otras esferas.
El  plan de estudios retoma como marco contextual, la Agenda 2030, que es la hoja de ruta de los países miembros de las Naciones Unidas:
Orientaciones.
- Ciencias Ambientales

- Ciencias Acuáticas

- Ciencias de la Tierra sólida

- Ciencias Atmosféricas

- Ciencias Espaciales

## Licenciatura en geografía aplicada
Esta licenciatura tiene la finalidad de abarcar su área de estudio en entender lo que es el espacio y de lo que sucede en él a diferentes escalas, y con ello relacionar los diferentes procesos e interacciones que se dan, desde aspectos sociales que tienen que ver con la economía, la política y la naturaleza. Así mismo, se suma a esta licenciatura la adquisición de habilidades para la realización y desarrollo de proyectos con el objetivo de ser respuesta a las diversas problemáticas territoriales y de carácter social. El diseño y planeación de cualquier proyecto realizado con cualquier equipo multidisciplinario y sumado el uso de tecnologías, permitirá una mejor gestión y contribución al objetivo esperado para el bien común de la sociedad, gracias al enfoque, visión y perspectiva en la formación de estos profesionistas en la licenciatura.